# Fédération du Tadjikistan de football
La Fédération du Tadjikistan de football (Tajikistan Football Federation (en) TFF) est une association regroupant les clubs de football du Tadjikistan et organisant les compétitions nationales et les matchs internationaux de la sélection du Tadjikistan.
La fédération nationale du Tadjikistan est fondée en 1936. Elle est affiliée à la FIFA depuis 1994 et est membre de l'AFC depuis 1994 également.